# وال گست
وال گست (انگلیسی: Val Guest; ۱۱ دسامبر ۱۹۱۱ – ۱۰ مهٔ ۲۰۰۶) کارگردان فیلم و فیلم‌نامه‌نویساهل بریتانیا بود.
وی برنده جایزه بفتا بهترین فیلم‌نامه در سال ۱۹۶۱ برای فیلم روزی که زمین آتش گرفت شده است.

## فیلم‌شناسی
- زندگی با لیون
- جنگ‌افزار
- آدم‌برفی نفرت‌انگیز
- کازینو رویال
- روزی که زمین آتش گرفت
- ۸۰٬۰۰۰ مظنون